# Redwood River
Der Redwood River ist ein 205 km langer Zufluss des Minnesota Rivers im Südwesten des US-Bundesstaates Minnesota. Über den Minnesota River ist er ein Teil des Einzugsgebietes des Mississippi River und entwässert ein Gebiet von 1826 km² in einer landwirtschaftlich genutzten Region. Es wird angenommen, dass der Name des Flusses von der rötlichen Rinde des Hornstrauchs angeleitet ist, das entlang der Gewässer in der Region wächst.
Die Quelle des Redwood Rivers liegt im Aetna Township im Nordosten des Pipestone County, etwa sechs Kilometer westlich von Ruthton auf dem Coteau des Prairies, einem Moränen-Plateau, das das Einzugsgebiet des Mississippi Rivers von dem des Missouri Rivers trennt. Anfänglich fließt der Fluss als nichtpermanenter Bach durch Ruthton in das nordwestliche Murray County und dann nordwärts ins Lyon County, wo er seine Richtung nach Nordosten ändert und durch Russell, Lynd und Marshall fließt. Zwischen Russell und Marshall verlässt der Fluss das Plateau in einem bewaldeten Tal und fällt 90 m binnen 24 km; Camden State Park liegt an diesem Abschnitt des Flusses.

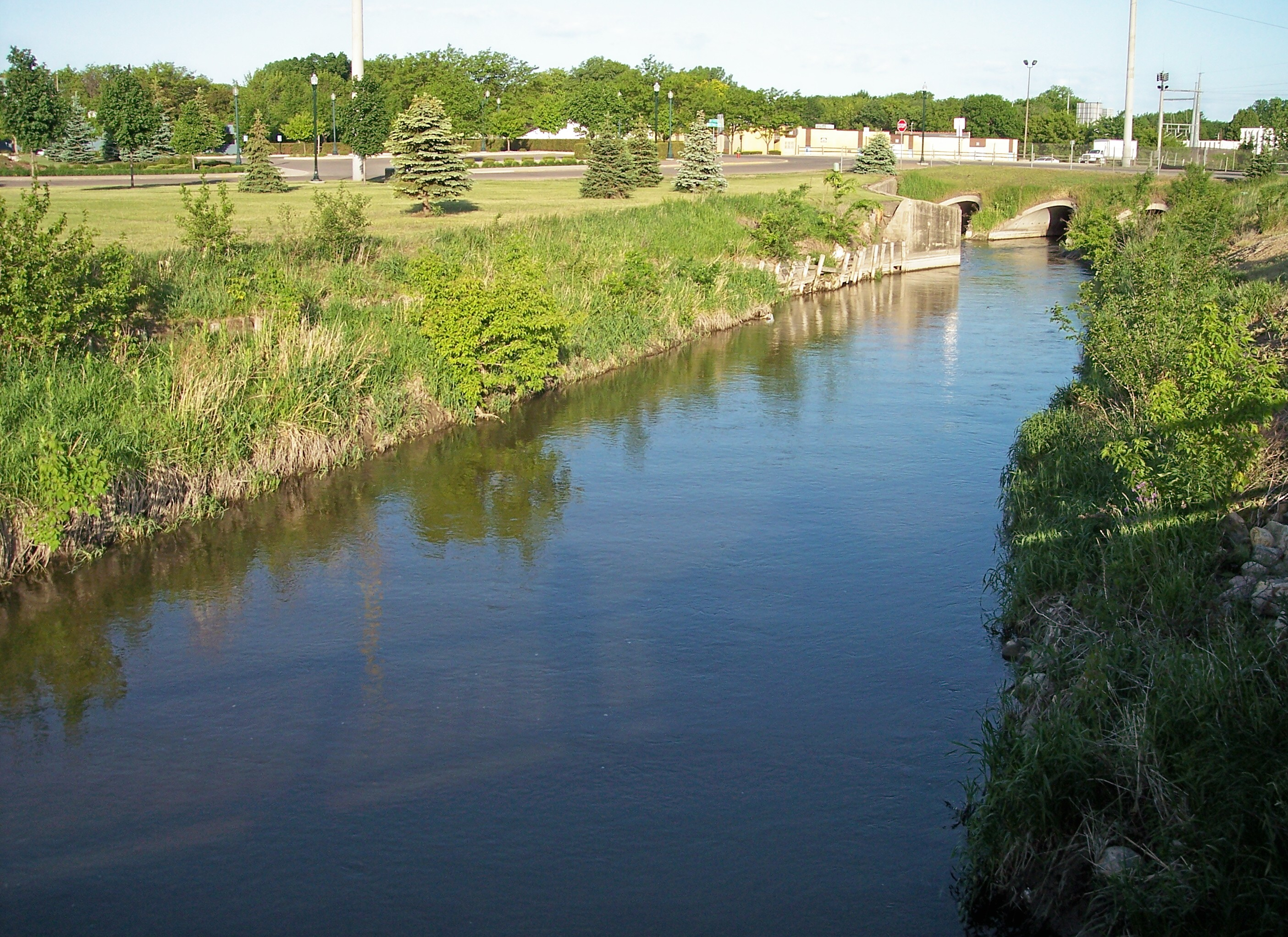
Redwood River in Marshall (2007)

Unterhalb von Marshall fließt der Redwood durch eine flache Ebene und wendet sich dann ostwärts in den Redwood County, wo er Vesta und Seaforth passiert. Teile dieses Flussabschnitte wurden in landwirtschaftliche Wassergräben umgewandelt. In Redwood Falls tritt der Fluss in das bewaldete Tal des Minnesota Rivers ein. Dabei steigt er im Alexander Ramsey City Park über Stufen aus Granit auf weniger als zwei Kilometer Strecke um 30 m ab. Kurz nach dem Passieren der Stadt mündet der Redwood River in den Minnesota River.
Ein Staudamm, der Redwood Lake in Redwood Falls bildet, diente ursprünglich einem Wasserkraftwerk, wir aber jetzt nur noch zu Zwecken der Erholung unterhalten.
Die Hauptzuflüsse zum Redwood River sind der 60 km lange Coon Creek, der dem Lake Benton im Lincoln County entspringt und nach einem westlichen Lauf in Russell einmündet, der Three Mile Creek, der im Lincoln County entspringt und etwa 81 km in nordöstlicher und dann in südöstlicher Richtung durch das Lyon County fließt, um dann flussabwärts von Marshall in den Redwood River einzumünden, sowie der 16 km lange Ramsey Creek, der über einen Wasserfall in Redwood Falls sich mit dem Redwood River verbindet.
Ungefähr 82 % des Einzugsgebietes des Redwood Rivers ist landwirtschaftlich genutzt, in erster Linie für den Anbau von Mais und Soja. Hunderte von Kilometern Wasserläufe sind deswegen begradigt worden und dienen landwirtschaftlichen Zwecken.

## Abflussmenge
Am Pegel des United States Geological Survey in der Nähe von Redwood Falls, 13,7 km oberhalb der Flussmündung, war die durchschnittliche Abflussmenge im langjährigen Jahresdurchschnitt zwischen 1909 und 2005 4 m³/s. Die größte Menge Wasser floss am 18. Juni 1957, als 558 m³/s gemessen wurden. Die niedrigste Abflussmenge betrug 0 m³/s. Dieser Wert trat 1940 und 1959 an jeweils mehreren Tagen auf.